# Aramides wolfi
Il rallo di Wolf o rallo boschereccio bruno (Aramides wolfi Berlepsch e Taczanowski, 1884) è un uccello della famiglia dei Rallidi originario delle regioni comprese tra la Colombia e il Perù. Deve il nome al naturalista tedesco Theodor Wolf.

## Descrizione
Il rallo di Wolf è un rallo di media grandezza (33–36 cm), dalla colorazione prevalentemente bruno-rossiccia. La testa è color grigio cenere, mentre la gola è biancastra. Il collo, la parte superiore del dorso e le regioni inferiori sono color rossiccio-cannella. Il resto delle regioni superiori e inferiori è color marrone-oliva chiaro. La groppa, la coda e la parte bassa dell'addome sono neri. Il becco è verde e alla sua base è presente uno scudo frontale giallo.

## Distribuzione e habitat
Occupa un areale limitato, ristretto a poche zone della Colombia occidentale (Cauca e Chocó), dell'Ecuador occidentale (Esmeraldas, Imbabura, Pichincha, Los Ríos, Guayas ed El Oro) e, forse, del Perù nord-occidentale (Tumbes). Oltre a queste aree, è divenuto estremamente raro incontrarlo, come in Perù.
Vive prevalentemente nelle paludi di mangrovie della costa, ma si spinge anche nelle foreste paludose dell'entroterra, fino a 1300 m di quota.

## Biologia
Le sue abitudini sono quasi del tutto sconosciute, ma non si discostano granché da quelle del rallo della Cajenna. Rispetto a quest'ultimo, tuttavia, è più rumoroso, ed emette spesso il suo grido ripetuto kui-co-muí.

## Conservazione
Benché non sia oggetto di caccia, è minacciato dalla deforestazione e dalla bonifica delle zone paludose nelle quali vive. Ne rimangono circa 1500-2500 esemplari.